# Rauendahler Bach
Der Rauendahler Bach ist ein etwa zwei Kilometer langes Fließgewässer in Bochum. Er ist ein rechter Zufluss der Ruhr.

## Geographie

### Verlauf

Linden, 1800. Östlich von Linden der Rauendahler Bach mit seinem rechten Zulauf, die Donnerbecke.

Der Rauendahler Bach entspringt auf einer Höhe von etwa 70 m ü. NHN südlich des  Bochumer Ortsteils Sundern.
Er fließt in südöstliche Richtung in der Baaker Mulde und läuft dabei begleitet von der Rauendahlstraße zwischen einer Wassergewinnungsanlage mit mehreren Klärbecken im Süden und dem Rauendahler Wald im Norden. Der Bach wendet sich dann mehr und mehr nach Süden und wird danach auf seiner rechten Seite von der unterirdisch verrohrten Donnerbecke gespeist.
Der Rauendahler Bach mündet schließlich gegenüber dem Werksgelände der ehemaligen Henrichshütte auf einer Höhe von etwa 65 m ü. NHN von rechts in die aus dem Osten heranziehende Ruhr.
Der etwa 2,0 km lange Lauf des Rauendahler Bachs endet ungefähr 5 Höhenmeter unterhalb seiner Quelle, er hat somit ein mittleres Sohlgefälle von circa 2,5 ‰.

### Einzugsgebiet
Das 4,957 km² große Einzugsgebiet des Rauendahler Bachs liegt im Ruhrtal und  wird durch ihn über die Ruhr und den Rhein zur Nordsee entwässert
Es grenzt
- im Osten an das des Knöselsbachs, der in die Ruhr mündet
- im Süden und Westen an das der Ruhr direkt
- im Nordwesten an das der Linnebecke, die auch ein Zufluss der Ruhr ist
- und im Norden an das Marbach, der über den Hüller Bach und die Emscher in den Rhein entwässert.

### Zuflüsse
- Donnerbecke (rechts)

## Natur und Umwelt
Der Rauendahler Bach fließt durch das 218,1 ha große Landschaftsschutzgebiet-Ruhraue/Wiener Weide/Die Ey/Hofstiepel. Der Bach wird durch eine starke Eisenockerfällung geprägt und er fließt
zum großen Teil in Betonsohlschalen. Trotz dieser widrigen Verhältnisse ist seine Fauna noch relativ artenreich.
Die Kläranlage südlich des Bachs diente für die Grubenwässer der ehemaligen Zeche Friedlicher Nachbar und der umliegenden Grubenfelder. Obwohl seit 1961 keine Kohle mehr abgebaut wird, werden die Grubenbaue immer noch entwässert.
Im Jahr 2002 führte er 8.733.260 m³ Grubenwasser mit 1.829 Tonnen Chlorid von der Zeche Friedlicher Nachbar ab.